# Сімодзі (Яеяма)
Острів Сімо́дзі (яп. 下地島) — невеликий острів, один з островів Араґусуку, в острівній групі Яеяма островів Сакісіма архіпелагу Рюкю. Адміністративно відноситься до округу Такетомі повіту Яеяма префектури Окінава, Японія.
Острів розташований на південний схід від острова Іріомоте та на захід від Куросіма.
Площа становить 1,76 км², висота 21 м.
На острові є невелике селище Сімудзі.